# Barroweiland (West-Australië)
Barroweiland is een subtropisch eiland. Het is 202 km² groot en ligt ongeveer 50 km voor de kust van West-Australië, nabij Onslow. Er staan een 460-tal actieve oliepompen en een enorme Lng-installatie op het eiland.

## Geschiedenis
Op Barroweiland zijn sporen gevonden van bewoning door Aborigines die 46.200 tot 51.100 jaar terug gaan. Na de stijging van het zeewaterniveau 6.800 jaar geleden zou het eiland verlaten en onbewoond gebleven zijn.
Sinds de 16e eeuw wordt er herhaaldelijk melding gemaakt van het eiland. De eerste keer was op een kaart van de Vereenigde Oostindische Compagnie in 1626. Nicolas Baudin beschouwde het in 1803 ten onrechte als een deel van het Australisch vasteland. Hij benoemde enkele geografische kenmerken: Cape Poivre, Flacourt Bay en Cape Dupuy.
Philip Parker King vernoemde het eiland in 1818 naar John Barrow, secretaris van de Britse Admiraliteit en een van de stichters van de Royal Geographical Society. Vanaf het midden tot het einde van de 19e eeuw deden walvisjagers het gebied aan. De fauna en flora werden bestudeerd en specimen verzameld door Stokes in 1846 en Jarman in 1864. Vanaf de jaren 1860 opereerden parelvissers vanuit kampen op Barroweiland. Begin jaren 1870 hield kapitein Francis Cadell een aborigines-slavenmarkt open op het eiland. Hij werd gearresteerd in 1876 in Shark Bay en verbannen. Vanaf 1883 werd er Guano gedolven op het eiland. In 1884 werden Aborigines vanwege de mazelen in quarantaine gebracht op het eiland. Vermoed wordt dat ze gedwongen werden ingezet als parelduikers. 
In 1900 verzamelde de naturalist J.T. Tunney vogels en dieren op Barroweiland. In 1908 werd het eiland een natuurreservaat en in 1910 werd het opgewaardeerd tot een klasse A natuurreservaat. Het eiland werd vooral bezocht door natuurkundigen. Door de atoomproeven op de nabijgelegen Montebello-eilanden bleven de wetenschappers vanaf 1952 een tiental jaren weg.
In juni 1947 werd toestemming verleend aan de Australian Motorists Petrol Company (AMPOL) om naar olie te zoeken op het eiland. De toestemming werd verlengd in 1952 en in 1954 begonnen de geologische vooronderzoeken. In 1964 werd olie gevonden op Barroweiland. Tot 2000 stond het eiland onder het management van West Australian Petroleum waarna Chevron Australia die taak overnam. Van 1964 tot 2012 werden 318 miljoen vaten olie geproduceerd. Het eiland werd in die periode bezocht door de natuurkundige Dr W.H. Butler die het wildlife bestudeerde en specimen verzamelde voor het Museum van West-Australië. De petroleummaatschappijen zorgden er voor dat ze alle cargo die op het eiland uitgeladen werd eerst in quarantaine plaatsten. Dr. Butler speelde een rol in het opstellen van gedragsregels en werkwijzen voor de werknemers met het oog op het natuurbehoud in het natuurreservaat.

## 21e eeuw
In februari 2003 stelde Chevron de ontwikkeling van het Gorgon-gasveld voor, 80 kilometer ten westen van Barroweiland. De bouw van verwerkings- en transportinstallaties op het eiland werd door de overheid bestudeerd. In maart 2016 werd het eerste gas geproduceerd. In 2017 bleek dat er problemen waren met de verwerking van CO2 die vrijkomt bij het project.

## Fauna en flora
Barroweiland werd zo'n acht tot tienduizend jaar geleden afgescheiden van het vasteland door een stijgende zeespiegel. Het telt een 2.800-tal soorten fauna en flora: 378 inheemse plantensoorten, 13 zoogdiersoorten (waaronder twee soorten vleermuizen), minstens 119 vogelsoorten, 43 reptielensoorten, een kikkersoort, drie ondergronds levende gewervelden, minstens 34 ondergronds levende ongewervelden en meer dan 2.200 bovengronds levende ongewervelden. Er leven geen exoten op het eiland. 24 soorten fauna en flora zijn endemisch.
De wateren rond het Barroweiland werden ondergebracht in waternatuurparken waaronder het Barrow Island Marine Park. In die wateren leven een 9.000-tal soorten fauna en flora.

### Fauna
De volgende zoogdieren zijn endemisch of staan op het punt uit te sterven:
- Lesueurborstelstaartkangoeroerat
- brilbuidelhaas
- gouden kortneusbuideldas
- Barroweiland-wallaroe
- Petrogale lateralis

Barroweiland is een Important Bird Area omdat het een belangrijke habitat is voor zomer en winter migrerende kustvogels. De meestvoorkomende vogels komen van het vasteland en zijn:
- spinifexzanger
- witvleugelelfje
- fluithoningeter
- witborstspitsvogel
- welkomzwaluw

Vier schildpaddensoorten nesten op het eiland:
- karetschildpad
- onechte karetschildpad
- platrugzeeschildpad
- soepschildpad

## Cycloon
Op 10 april 1996 werd tijdens de cycloon Olivia een record windsnelheid (buiten tornado's) gemeten op het eiland: 408 km/u..

## Transport
Door de aanwezigheid van de olie- en gasindustrie heeft het eiland een haven en een luchthaven.